# Hermon (Maine)
Hermon – miasto w Stanach Zjednoczonych, w stanie Maine, w hrabstwie Penobscot.